# La Pêche aux poissons rouges
Pêche aux poissons rouges és una pel·lícula de curtmetratge documental muda en blanc i negre francesa del 1895 dirigida i produïda per Louis Lumière. Va ser filmada a Lió, Roine, Roine-Alps, França. Donada la seva antiguitat, aquest curtmetratge es pot descarregar gratuïtament des d'Internet.
La pel·lícula va formar part de la primera presentació comercial de la Lumière Cinématographe el 28 de desembre de 1895 al Salon Indien, Grand Café, 14 Boulevard des Capuchins, París.

## Producció
Com amb totes les primeres pel·lícules de Lumière, aquesta pel·lícula es va fer en un format de 35 mm amb una relació d'aspecte d'1,33: 1. Va ser filmada mitjançant el cinematògraf, una càmera tot en un, que també serveix com a projector i desenvolupador de pel·lícules.

## Trama
Un home (Auguste Lumiere) sosté la seva filla (Andrée Lumiere) sobre una taula al costat d'un bol que conté peixos daurats. El nadó comença a posar la mà a l'aigua mentre l'home la recolza. L'escena és filmada per una càmera estacionària darrere de la taula.